# Qwest
Qwest Communications International Inc. [ˈkwɛst] war eine US-amerikanische Telefongesellschaft mit Sitz in Denver (Colorado). Das Unternehmen wurde 1996 von Philip Anschutz gegründet. Qwest bot Telekommunikationsdienstleistungen in den 14 westlichen US-Bundesstaaten Arizona, Colorado, Idaho, Iowa, Minnesota, Montana, Nebraska, New Mexico, North Dakota, Oregon, South Dakota, Utah, Washington und Wyoming an.
Qwest und der niederländische nationale Telekom-Betreiber KPN gründeten 1998 zusammen das europaweite Daten- und Hosting-Unternehmen KPNQwest. Im November 1999 wurde KPNQwest an die NASDAQ und die Amsterdamer Börse gebracht. In Folge der Dotcom-Blase ging KPNQwest im Jahr 2002 als einer der damals bedeutendsten europäischen IP-Netz-Betreiber in Konkurs: sein Netz transportierte geschätzte 50 % des europäischen IP-Verkehrs.
Am 22. April 2010 kündigte CenturyLink an, dass sie Qwest durch einen Aktientausch übernehmen würde. Seit 8. August 2011 werden die ehemaligen Geschäftstätigkeiten von Qwest unter dem Namen CenturyLink durchgeführt.